# Lebanon (Illinois)
Lebanon ist eine Kleinstadt (mit dem Status „City“) im St. Clair County im mittleren Südwesten des US-amerikanischen Bundesstaates Illinois. Das U.S. Census Bureau hat bei der Volkszählung 2020 eine Einwohnerzahl von 4.691 ermittelt.
Die Stadt liegt im Metro-East genannten östlichen Teil der Metropolregion Greater St. Louis um die Stadt St. Louis im benachbarten Missouri.

## Geografie
Lebanon liegt rund 35 östlich des Mississippi auf 38°36′14″ nördlicher Breite und 89°48′26″ westlicher Länge und erstreckt sich über 6,4 km². Der Ort liegt überwiegend in der Lebanon Township und zu einem kleineren Teil in der O’Fallon Township.
Benachbarte Orte von Lebanon sind Summerfield (5,7 km östlich), Mascoutah (13,1 km südlich), Shiloh (10,3 km südwestlich), O’Fallon (11,2 km westlich), Troy (19,8 km nordwestlich) und St. Jacob (15,9 km nordnordöstlich).
Die Scott Air Force Base liegt 13,4 km südwestlich von Lebanon.
Zum Stadtzentrum von St. Louis sind es von Lebanon 41,3 km in westlicher Richtung. Die nächstgelegenen weiteren Großstädte sind Chicago (459 km nordnordöstlich), Indianas Hauptstadt Indianapolis (366 km ostnordöstlich), Louisville in Kentucky (385 km östlich), Tennessees Hauptstadt Nashville (464 km südöstlich), Memphis (478 km südlich) und Kansas City (438 km westlich).

## Verkehr
Wenige Kilometer südlich des Stadtrandes von Lebanon verläuft die Interstate 64, die von St. Louis nach Louisville führt. Im Zentrum von Lebanon kreuzt der in West-Ost-Richtung verlaufende U.S. Highway 50 die von Norden nach Süden führende Illinois State Route 4. Alle weiteren Straßen sind untergeordnete teils unbefestigte Fahrwege sowie innerörtliche Straßen.
Parallel zum Highway 50 verläuft eine Eisenbahnlinie der CSX Transportation.
Die nächstgelegenen Flugplätze sind der 15,7 km nördlich gelegene St. Louis Metro-East Airport und der 39,8 km westlich gelegene St. Louis Downtown Airport; der nächstgelegene Großflughafen ist der 59,3 km westnordwestlich gelegene Lambert-Saint Louis International Airport.

## Demografische Daten
Nach der Volkszählung im Jahr 2010 lebten in Lebanon 4418 Menschen in 1642 Haushalten. Die Bevölkerungsdichte betrug 690,3 Einwohner pro Quadratkilometer. In den 1642 Haushalten lebten statistisch je 2,39 Personen.
Ethnisch betrachtet setzte sich die Bevölkerung zusammen aus 79,4 Prozent Weißen, 16,3 Prozent Afroamerikanern, 0,1 Prozent amerikanischen Ureinwohnern, 0,8 Prozent Asiaten sowie 0,7 Prozent aus anderen ethnischen Gruppen; 2,7 Prozent stammten von zwei oder mehr Ethnien ab. Unabhängig von der ethnischen Zugehörigkeit waren 2,3 Prozent der Bevölkerung spanischer oder lateinamerikanischer Abstammung.
17,8 Prozent der Bevölkerung waren unter 18 Jahre alt, 66,7 Prozent waren zwischen 18 und 64 und 15,5 Prozent waren 65 Jahre oder älter. 51,6 Prozent der Bevölkerung war weiblich.
Das mittlere jährliche Einkommen eines Haushalts lag bei 44.544 USD. Das Pro-Kopf-Einkommen betrug 22.455 USD. 12,9 Prozent der Einwohner lebten unterhalb der Armutsgrenze.